# 시키산반

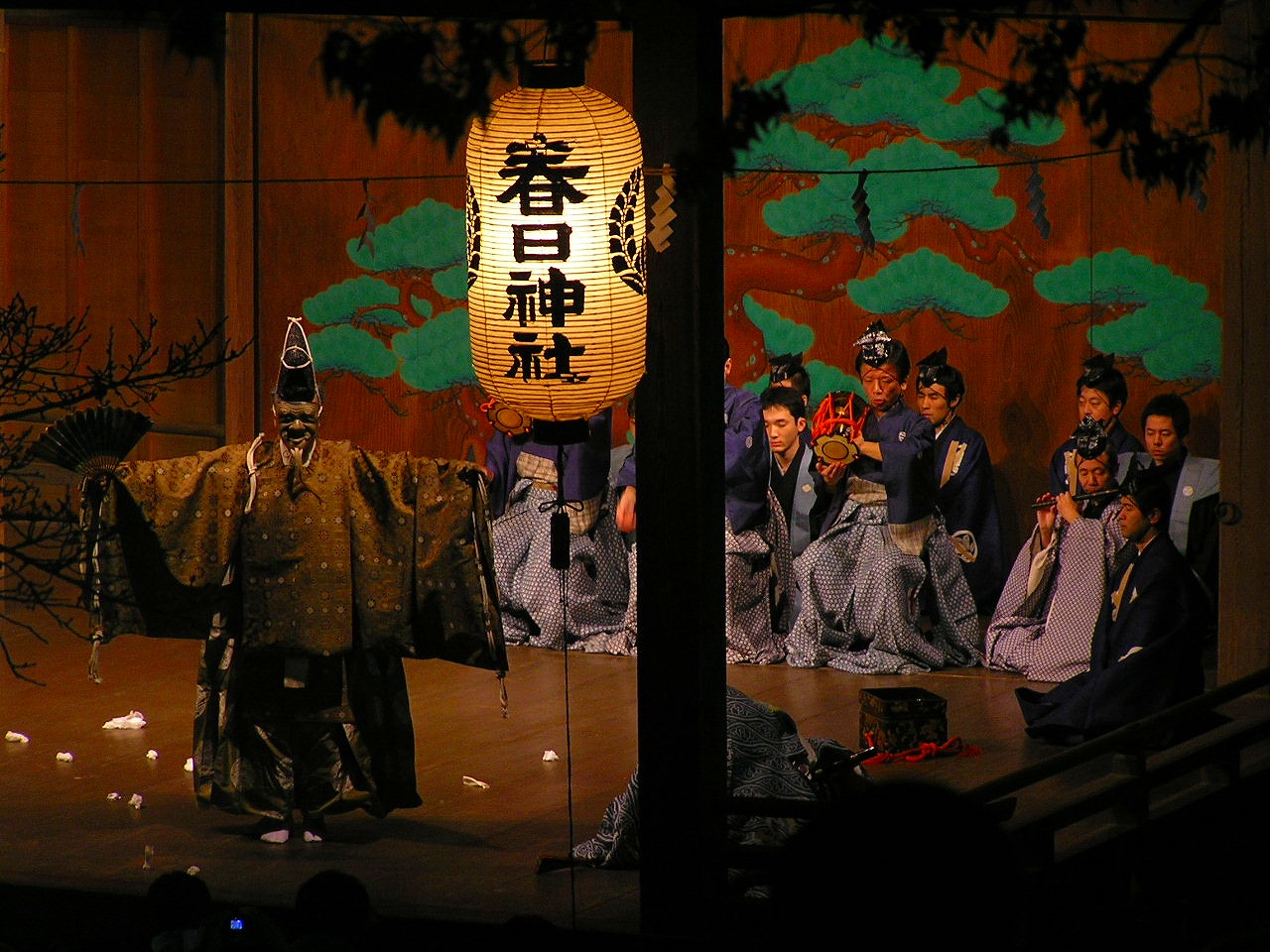
가스가 신사의 연극

시키산반(일본어: 式三番 시키산반[*])은 노, 교겐과 함께 노가쿠를 이루는 일본 연극이다.